# Babymetal (альбом)
Babymetal — это дебютный студийный альбом японской каваии-метал группы Babymetal. Впервые он был выпущен 26 февраля 2014 года в Японии лейблом BMD Fox Records и переиздан 29 мая 2015 года в Европе на earMusic и 16 июня 2015 года в США на RED Associated Labels (RAL) и Sony Music Entertainment. Музыка альбома восходит к истокам группы 2010 года и включает в себя треки из самых первых выпущенных синглов, когда группа была подразделением японской идол-группы Sakura Gakuin.
Babymetal получил в целом положительные отзывы музыкальных критиков. Альбом занял четвёртое место в еженедельном чарте Oricon, а затем был сертифицирован как золотой, поскольку в Японии было продано более 100 000 копий. В Соединённых Штатах альбом дебютировал на 187 месте в Billboard 200 — это редкость для японских исполнителей в этой стране — и возглавил чарт World Albums. Два сингла Babymetal, «Ijime, Dame, Zettai» и «Megitsune», получили успех на внутреннем рынке, попав в десятку лучших в Японии. Песня «Gimme Chocolate!!!» стала международным успехом, а её клип привлёк внимание за рубежом и стал самым просматриваемым клипом группы на YouTube.

## Предыстория
До выхода альбома Babymetal выступали в качестве подгруппы в японской идол-группе Sakura Gakuin с 2010 по 2013 год, и музыка, которая вошла в альбом, появились ещё 30 октября 2010 года, когда участницы группы записали вокал для своей первой песни «Doki Doki ☆ Morning». С 2011 по 2013 год группа выпустила пять синглов внутри и вне Sakura Gakuin, причём самый успешный сингл «Ijime, Dame, Zettai» занял шестое место в чарте Oricon Weekly Singles.
С конца 2012 по начало 2013 года Babymetal приняли участие в серии хедлайнерских концертов, исполняя на каждом выступлении новые песни. Затем группа отправилась в своё первое турне, Babymetal Death Match Tour 2013: May Revolution, в мае 2013 года, и позже дали ещё два хедлайнерских концерта в том же году, каждый из которых был приурочен к дням рождения участников группы. В конце последнего шоу, Legend «1997», группа объявила о паре концертов в Nippon Budokan, а также об альбоме, выход которого запланирован на 26 февраля 2014 года, со стандартным изданием и ограниченным изданием в комплекте с DVD.

## Композиция

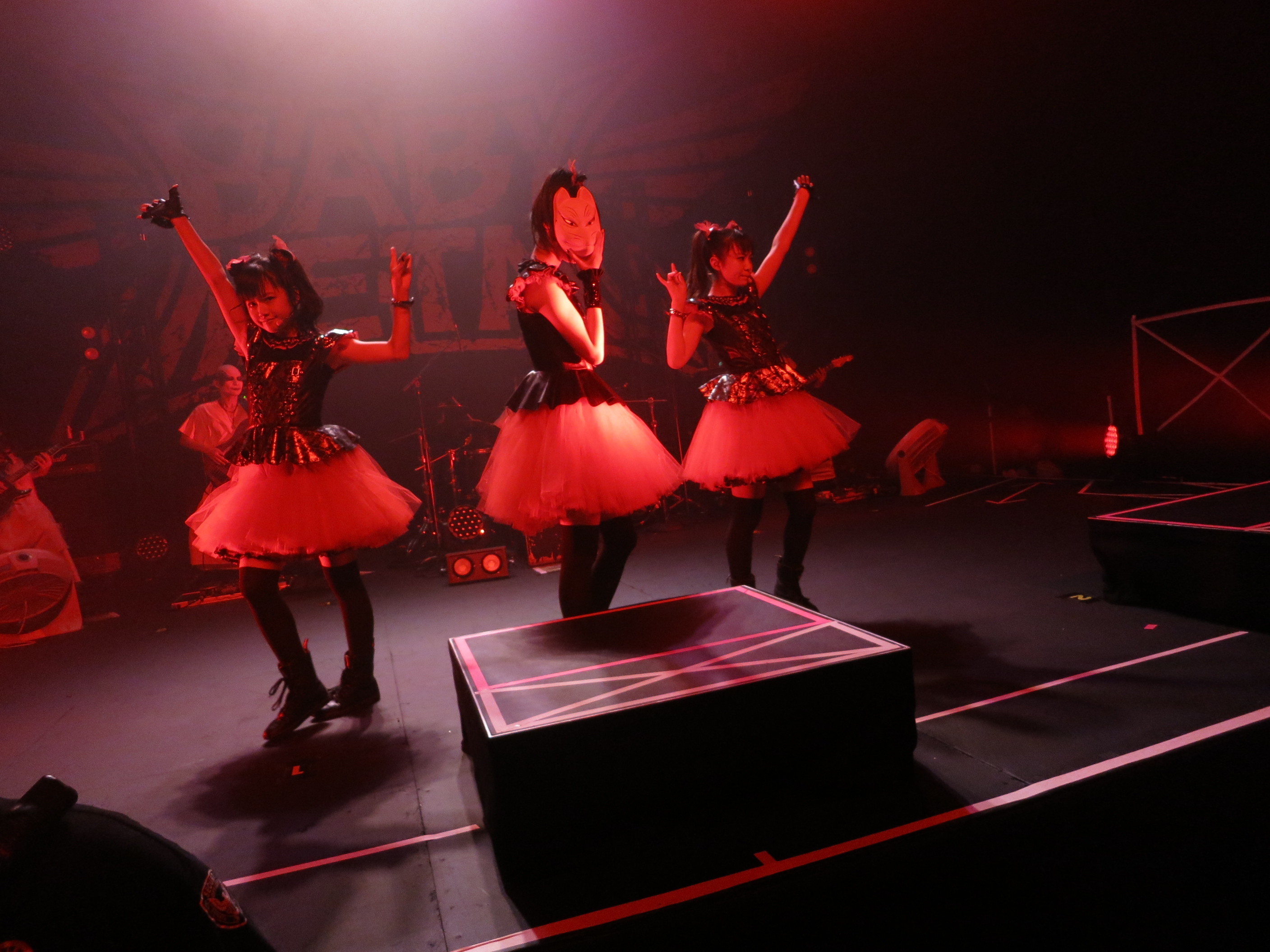
Babymetal исполняют песню «Megitsune» во время мирового тура Babymetal World Tour 2014. Лос-Анджелес, Калифорния, США. В песне говорится о том, что нельзя недооценивать женщин, которые скрывают свои эмоции.

В музыкальном плане альбом представляет собой сплав J-pop и хэви-метала (так называемый «кавайный метал»), создание которого часто приписывают Babymetal, временами включающая в себя элементы бабблгам-попа, хип-хопа, драм-н-бейса и дабстепа. Открывающий трек «Babymetal Death» — это инструментальный спид-метал трек, с частыми выкриками «Death!», в то время как «Gimme Chocolate!!!» отличается «трэшёвыми, грохочущими гитарами», которые чередуются со «скоростными, причудливыми текстами». Такие песни, как «Megitsune» и «iine!», отличаются внезапными сменами жанров, а соло Su-metal в песне «Rondo of Nightmare» описывается как мощная какофония. Песня Black Babymetal «Song 4» включает в себя элементы регги, в то время как «Catch Me If You Can» содержит элементы «диджи-рока» (цифрового рока) и индастриал-метала. «Ijime, Dame, Zettai» начинается с мягкого вступления, переходящего в спид-метал.
Тексты песни альбома написаны на японском языке и посвящены таким вопросам, как принятие и отстаивание собственного достоинства для молодых девушек. Композиция «Megitsune» посвящена женщинам, которые скрывают свои эмоции, как лисы (яп. 狐 кицунэ). «Gimme Chocolate!» рассказывает о девушках, которые любят есть шоколад и при этом переживают по поводу лишнего веса, в то время как «iine!» подчёркивает желание группы «основать весёлый, агрессивный, новый жанр в музыке». «Doki Doki ☆ Morning» и «Uki Uki ★ Midnight» описывают две стороны одного дня и как таковые контрастные периоды жизни девушки. «Catch Me If You Can» имеет более комичную тему пряток с концепциями японского намахагэ. «Headbangeeeeerrrrrrrrrr!!!!!» рассказывает историю о первом опыте девушки на концерте, в то время как в «Ijime, Dame, Zettai» — это тема борьбы с издевательствами.
По словам Накамото, участницы группы не сразу осознали смысл текстов песен, но позже пришло понимание после исполнения композиций на концертах. После того, как альбом привлёк международное внимание, Накамото упомянула, что девочка из Великобритании прислала письмо о том, как «Ijime, Dame, Zettai» помогла ей справиться со школьными хулиганами, и далее сказала:

«Несмотря на то, что мы поем на японском языке, так много людей по всему миру обратились на нас внимание, и это вдохновляет нас продолжать делать то, что мы делаем сейчас. Мы определённо счастливы, что смогли помочь нашим поклонникам всем, чем можем».

## Выпуск и продвижение
25 января 2014 года название альбома было подтверждено, а трек-лист показал три новые песни и десять песен, встречавшихся на предыдущих синглах группы. 4 февраля 2014 года были обнародованы обложки обоих изданий, а на YouTube было размещено промо-видео с пятью песнями из альбома, вместе с тизером клипа на песню «Gimme Chocolate!!!». В честь дня выхода альбома в магазине Tower Records Shinjuku продавалась атрибутика «Festival of 25», в итоге было продано более 1 000 экземпляров. Альбом также был выпущен специальным ограниченным изданием под названием Babymetal Apocalypse Limited Edition, исключительно для членов фансайта группы «Babymetal Apocalypse Web», а также в формате CD с альтернативными версиями двух песен.
26 июля 2014 года группа переиздала лимитированную версию со специальной обложкой в честь мирового турне группы 2014 года. В середине 2015 года альбом был переиздан по всему миру под разными лейблами с двумя бонус-треками: новой песней «Road of Resistance» и живым исполнением «Gimme Chocolate!!!» на арене O2 Academy Brixton. Отвечая на вопрос о переиздании, Накамото пояснила:

«Очевидно, что мы не часто приезжаем в Америку. Это очень сложно, знаете ли, с точки зрения расписания и всего остального. С этим альбомом, который, наконец, будет доступен здесь физически, я чувствую, что, надеюсь, альбом станет тем средством, которое будет держать фанатов рядом с нами. Они наконец-то смогут подержать его в руках. Несмотря на то, что мы так далеко, этот альбом снова свяжет нас с фанатами, и мы просто хотим сохранить эти отношения».

### Туры
Вскоре после выхода альбома группа дала два концерта в Nippon Budokan при полностью заполненном зале, где исполнила все песни с альбома вместе со своей аккомпанирующей группой Kami Band. После окончания второго шоу группа объявила о двух концертах, которые состоятся позже в этом году в Европе. Позже стало известно, что это часть первого мирового турне группы, Babymetal World Tour 2014. В 2015 году группа отправилась в мировой тур Babymetal World Tour 2015 с большим количеством гастрольных дат в Северной Америке и Европе.

### Синглы и другие песни
До выхода альбома Babymetal выпустили пять синглов, с 2011 по 2013 год. Первый сингл, «Doki Doki ☆ Morning», первоначально появился на дебютном альбоме Sakura Gakuin «Sakura Gakuin 2010 Nendo: Message», а затем был выпущен самостоятельно 22 октября 2011 года. «Babymetal / Kiba of Akiba», совместный сингл с группой Kiba of Akiba, был выпущен 7 марта 2012 года и включал песню Babymetal «iine!». «Headbangeeeeerrrrrr!!!!!» был выпущен 4 июля 2012 года и включал шейный корсет на ограниченных изданиях. «Ijime, Dame, Zettai» стал первым синглом на крупном лейбле, выпущенным 7 января 2013 года, но не появился в ежегодно выпускаемых альбомах Sakura Gakuin. Песня «Megitsune» была выпущена в качестве второго сингла 19 июня 2013 года и стала первой песней, выпущенной после отделения от Sakura Gakuin.
Перед международным релизом альбома шестой сингл, «Road of Resistance», был выпущен в цифровом формате 1 февраля 2015 года. Песня «Gimme Chocolate!!!», хотя изначально и не была выпущена в качестве сингла, принесла группе и альбому международный успех; песня достигла пика, заняв 5-е место в чарте Billboard World Digital Songs в США, а её живое исполнение в клипе на концерте Legend «1997» Su-metal Seitansai набрало более 100 миллионов просмотров по состоянию на 4 июля 2019 года. Позже песня была выпущена в качестве цифрового сингла лейблом earMusic 31 мая 2015 года.

## Реакция

### Отзывы критиков
| Оценки критиков      | Оценки критиков |
| Источник             | Оценка          |
| -------------------- | --------------- |
| Allmusic             | [ 10 ]          |
| CD Journal           | Положительно    |
| The Japan Times      | Положительно    |
| Kerrang!             | [ 47 ]          |
| Music Magazine       | [ 48 ]          |
| Music Magazine Japan | Положительно    |
| Rock Sound           | [ 50 ]          |
| Rolling Stone Japan  | [ 51 ]          |
| Российская газета    | Положительно    |
| What's In?           | Положительно    |

Babymetal получил признание японских критиков. Казуми Нанба из Rolling Stone Japan положительно отозвался об альбоме, назвав «Song 4» изюминкой, а весь альбом, наполненный элементами «качества, тяжести, юмора и миловидности», единым шедевром, который, без сомнения. Патрик Сен-Мишель из The Japan Times описал альбом как "менее циничную, более попсовую версию последнего альбома Maximum the Hormone, Йошу Фукушу, и похвалил участниц группы и музыкантов за «солидный альбом». Так же он отметил, что альбом стал наиболее успешным благодаря «Gimme Chocolate!!!», поскольку песня является «чрезвычайно запоминающейся».
Альбом также получил положительную оценку на международном уровне. Тим Сендра из Allmusic дал альбому четыре с половиной звезды из пяти, заявив: «Это явно не альбом для металхэдов, которые любят следовать чётким определениям того, что делает метал металом, и не альбом для поклонников J-pop, которых пугают огромные гитарные риффы. Но те, кто не заботится о правилах и просто хочет прыгать как идиоты под самую яркую и глупую музыку, какую только можно себе представить, найдут в блестящем дебюте Babymetal именно то, о чём они даже не мечтали». Сара О’Коннор из Rock Sound написала, что альбом «очень весёлый» и «совершенно абсурдный, но когда это было плохо?». Пол Трэверс из Kerrang! назвал музыку «циничной и сфабрикованной», но «совершенно блестящей». Рекомендуя песни «Headbangeeeeeerrrrrrr!!!!!» и «Catch Me If You Can», он заявил, что группа использует «тонкую грань между гениальностью и безумием […] как скакалку». Тристан Петерсон из Metal Obsession заявил: "Эта группа была создана для демографии «Музыка, которая понравится вашему японскому парню/девушке, который не очень любит метал». Он также добавил, что «Это уникальный альбом от уникальной группы, которая не пошла на компромисс в своих намерениях, а именно создала очаровательную и чертовски тяжёлую дихотомию звучания, чтобы вы могли насладиться ею. Они сделали метал милым, не потеряв при этом ни капли его остроты, чего нельзя сказать о любой другой группе». Альбом также привлёк внимание западных журналистов, таких как Брайан Мэнсфилд из USA Today.

### Награды
В июле 2016 года читатели Metal Hammer признали Babymetal лучшим альбомом XXI века. В декабре 2014 года PopMatters назвали его четырнадцатым лучшим метал-альбомом 2014 года. В ноябре 2019 года Loudwire назвали его сорок первым лучшим метал-альбомом десятилетия.

### Коммерческий успех
Babymetal достиг пика на четвёртой позиции в чарте Oricon Weekly Albums за неделю 10 марта 2014 года, продажи за первую неделю составили 37 463 экземпляра, и номер один в чарте Oricon Daily Albums 1 марта 2014 года. Альбом также занял второе место в чарте Billboard Japan Top Albums Sales, продажи за первую неделю составили 31 000 экземпляров. В Соединённых Штатах альбом достиг максимума на 187 месте в Billboard 200 за неделю 22 марта 2014 года, и номер четыре в чарте Billboard Heatseekers. В Великобритании альбом достиг максимума на 103 месте в Официальном чарте альбомов. Кроме того, альбом занял 35-е место в альбомном чарте iTunes в США и первое место в метал-чарте iTunes в США, Канаде и Великобритании.
В декабре 2014 года Babymetal получил золотой сертификат Ассоциации звукозаписывающей индустрии Японии за более чем 100 000 физических копий, поставленных в магазины.

## Список композиций

### Обычное издание (CD)
| №   | Название                                                                                     | Текст песни | Музыка   | {{{extra_column}}} | Длительность |
| --- | -------------------------------------------------------------------------------------------- | ----------- | -------- | ------------------ | ------------ |
| 1.  | «Babymetal Death» (BABYMETAL DEATH)                                                          |             |          |                    | 5:48         |
| 2.  | «Megitsune» (メギツネ; «Лиса»)                                                               |             |          |                    | 4:09         |
| 3.  | «Gimme Chocolate!!» (ギミチョコ！！, Gimi Choko!!; «Дай мне шоколада!»)                      |             |          |                    | 3:53         |
| 4.  | «Iine!» (いいね！; «Нравится!» или «Лайк!»)                                                  |             |          |                    | 4:10         |
| 5.  | «Akatsuki» (紅月-アカツキ-; «Красный закат луны»)                                            |             |          |                    | 5:27         |
| 6.  | «Doki Doki ☆ Morning» (ド・キ・ド・キ☆モーニング; прибл. «Утро, когда сильно бьётся сердце») |             |          |                    | 3:45         |
| 7.  | «Onedari Daisakusen» (おねだり大作戦; «Операция по выпрашиванию»)                            |             |          |                    | 3:17         |
| 8.  | «Song 4» (4の歌; 4 no Uta)                                                                   |             |          |                    | 4:05         |
| 9.  | «Uki Uki ★ Midnight» (ウ・キ・ウ・キ★ミッドナイト; «Весёлая полночь»)                        |             |          |                    | 3:20         |
| 10. | «Catch Me If You Can» (Catch me if you can; «Поймай меня, если сможешь»)                     |             |          |                    | 3:57         |
| 11. | «Rondo of Nightmare» (悪夢の輪舞曲; Akumu no Rondo)                                          |             |          |                    | 3:37         |
| 12. | «Head Bangya!!» (ヘドバンギャー！！; «Хэдбэнгер!!»)                                          | Edometal    | Narasaki | Narametal          | 4:02         |
| 13. | «Ijime, Dame, Zettai» (イジメ、ダメ、ゼッタイ; «Нет травле в школах!»)                       |             |          |                    | 6:06         |

| №                   | Название                                                                  | Длительность |
| ------------------- | ------------------------------------------------------------------------- | ------------ |
| 14.                 | «Road of Resistance» (Road of Resistance)                                 | 5:20         |
| 15.                 | «Gimme Chocolate!!» (ギミチョコ！！) (концерт в «O2 Academy» в Брикстоне) | 5:04         |
| Общая длительность: | Общая длительность:                                                       | 65:19        |

### Лимитированное издание (CD+DVD)

#### CD
См. обычное издание. Содержание то же.

#### DVD
| №  | Название                                          | Длительность |
| -- | ------------------------------------------------- | ------------ |
| 1. | «Doki Doki ☆ Morning» (ド・キ・ド・キ☆モーニング) |              |
| 2. | «Iine!» (いいね！)                                |              |
| 3. | «Head Bangya!!» (ヘドバンギャー！！)              |              |
| 4. | «Ijime, Dame, Zettai» (イジメ、ダメ、ゼッタイ)    |              |
| 5. | «Megitsune» (メギツネ)                            |              |

| №  | Название | Длительность |
| -- | --- | ------------ |
| 6. | «Gimme Chocolate!! (с концерта «LEGEND "1997" SU-METAL Seitansai at Makuhari Messe Event Hall Dec/21/2013»)» (ギミチョコ！！) | 4:04         |

| №   | Название                                       | Длительность |
| --- | ---------------------------------------------- | ------------ |
| 7.  | «Babymetal Death» (BABYMETAL DEATH)            | 6:01         |
| 8.  | «Megitsune» (メギツネ)                         | 4:27         |
| 9.  | «Catch Me If You Can» (Catch me if you can)    | 4:50         |
| 10. | «Head Bangya!!» (ヘドバンギャー！！)           | 5:06         |
| 11. | «Ijime, Dame, Zettai» (イジメ、ダメ、ゼッタイ) | 8:10         |

### Апокалиптическое лимитированное издание (CD)
Издание для фэн-клуба. Композиции на диске те же, что в обычном издании, но со следующими изменениями:
| №  | Название                                                         | Длительность |
| -- | ---------------------------------------------------------------- | ------------ |
| 5. | «Akatsuki» (Unfinished Ver.) (紅月-アカツキ-（Unfinished ver.）) | 3:55         |
| 8. | «Song 4» (4の歌（444 ver.）)                                     | 4:04         |

## Чарты и сертификации
| Чарт (2014-15)                       | Позиция |
| ------------------------------------ | ------- |
| Austrian Albums (Ö3 Austria)         | 69      |
| Belgian Albums (Ultratop Flanders)   | 181     |
| Dutch Albums (MegaCharts)            | 90      |
| German Albums (Offizielle Top 100)   | 95      |
| Japanese Albums (Oricon)             | 4       |
| Japanese Albums (Billboard)          | 2       |
| UK Albums Sales (OCC)                | 86      |
| UK Independent Albums Breakers (OCC) | 7       |
| UK Rock & Metal Albums (OCC)         | 7       |
| US Billboard 200                     | 187     |
| US Heatseekers Albums (Billboard)    | 4       |
| US Top Rock Albums (Billboard)       | 50      |
| US Hard Rock Albums (Billboard)      | 12      |
| US World Albums (Billboard)          | 1       |
| US Independent Albums (Billboard)    | 32      |

| Чарт (2014-15)                | Позиция |
| ----------------------------- | ------- |
| Japanese Albums (Oricon)      | 52      |
| Japanese Albums (Billboard)   | 57      |
| 2014 World Albums (Billboard) | 7       |
| 2015 World Albums (Billboard) | 5       |

| Регион                                                      | Сертификация | Продажи  |
| ----------------------------------------------------------- | ------------ | -------- |
| Япония (RIAJ)                                               | Золотой      | 100 000^ |
| ^ Данные о тиражах приведены только на основе сертификации. |              |          |

## Даты релизов
| Издание | Регион                                                                                  | Дата выхода | Лейбл                           | Формат     | Кат. №                          |
| ------- | --------------------------------------------------------------------------------------- | ----------- | ------------------------------- | ---------- | ------------------------------- |
| JP      | Япония                                                                                  | 2014/02/26  | BMD Fox Records (Toy’s Factory) | CD +DVD CD | TFCC-86461 TFCC-86460 PPTF-8058 |
| JP      | Япония                                                                                  | 2014/07/26  | BMD Fox Records (Toy’s Factory) | CD+DVD     | TFCC-86460X                     |
| JP      | Япония                                                                                  | 2015/06/17  | BMD Fox Records (Toy’s Factory) | LP         | TFJC-38024                      |
| EU      | Германия · Швеция · Финляндия · Испания                                                 | 2015/05/29  | earMUSIC                        | CD +DVD    | EMU-0210395 EMU-0210400         |
| EU      | Великобритания · Франция · Бельгия · Нидерланды · Польша · Швейцария · Норвегия · Дания | 2015/06/01  | earMUSIC                        | CD +DVD    | EMU-0210395 EMU-0210400         |
| EU      | Италия                                                                                  | 2015/06/02  | earMUSIC                        | CD +DVD    | EMU-0210395 EMU-0210400         |
| US      | Мексика                                                                                 | 2015/05/18  | RAL (Sony Music Entertainment)  | CD         | RAL96922                        |
| US      | США                                                                                     | 2015/06/16  | RAL (Sony Music Entertainment)  | CD         | RAL96922                        |
| US      | Канада                                                                                  | 2015/06/18  | RAL (Sony Music Entertainment)  | CD         | RAL96922                        |
| RU      | Россия                                                                                  | 2015/11/30  | «Союз Мьюзик» по лицензии Edel  | CD         | SZCD 6287-15                    |